# Дибровка (Тетиевская городская община)
Дибро́вка (укр. Дібрівка) — село, входит в Белоцерковский район Киевской области Украины.
Население по переписи 2001 года составляло 1437 человек. Население по данным 2023 года составляло 1116 человек. Почтовый индекс — 09831. Телефонный код — 4560. Занимает площадь 3,285 км². Код КОАТУУ — 3224683201.

## Местный совет
09824, Київська обл., Тетіївський р-н, с.Дібрівка